# Гавриловцы (Каменец-Подольский район)
Гавриловцы (укр. Гаврилівці) — село в Каменец-Подольском районе Хмельницкой области Украины.
Население по переписи 2001 года составляло 746 человек. Почтовый индекс — 32367. Телефонный код — 3849. Занимает площадь 2,796 км².
Ранее село имело церковь.

## Местный совет
32366, Хмельницкая обл., Каменец-Подольский р-н, с. Руда